# Dillo con parole mie
Dillo con parole mie (In mijn eigen woorden), ook bekend als Ginger and Cinnamon, is een Italiaanse filmkomedie uit 2003, geregisseerd door Daniele Luchetti.
De film werd opgenomen op het Griekse Cycladeneiland Ios.

## Synopsis
Stefania heeft het net uitgemaakt met haar vriend. Ze gaat met haar jongere nichtje Maggie naar Griekenland. Ze weet niet dat Maggie van plan is haar maagdelijkheid te verliezen aan Stefania's ex-vriend.

## Spelers
- Stefania Montorsi als Stefania
- Martina Merlino als Maggie
- Giampaolo Morelli als Andrea